# Chacal-Klasse
Die Chacal-Klasse war eine Schiffsklasse von sechs Großzerstörern (contre-torpilleurs) der französischen Marine. Die Schiffe waren gemeinsam mit den leichteren und langsameren Zerstörern der Bourrasque-Klasse Bestandteil eines Modernisierungsprogrammes der französischen Marine nach dem Ersten Weltkrieg. Die sechs Schiffe wurden zwischen 1922 und 1927 gebaut. Fünf Zerstörer der Klasse wurden im Zweiten Weltkrieg versenkt. Die Kriegsschiffe wurden nach Landraubtieren benannt.
Meistens werden Schiffsklassen nach dem Schiff benannt, welches als erstes vom Stapel läuft oder seltener nach dem Schiff, welches als erstes in Dienst gestellt wird. Das erste Schiff der Klasse, welches vom Stapel lief, war die Jaguar. Das erste Schiff der Klasse, welches in Dienst gestellt wurde, war die Tigre. In fast allen Dokumenten bzw. Quellen zu dieser Klasse wird sie aber Chacal-Klasse genannt. Nur in wenigen Fällen wird die Klasse als Jaguar-Klasse oder auch als Tigre-Klasse bezeichnet.

## Einheiten
| Name     | Bauwerft                                     | Kiellegung         | Stapellauf         | Indienststellung | Verbleib |
| -------- | -------------------------------------------- | ------------------ | ------------------ | ---------------- | --- |
| Chacal   | At & Ch de St Nazaire Panhoet, Saint-Nazaire | 16. August 1923    | 24. September 1924 | 12. Juni 1926    | Die Chacal wurde am 24. Mai 1940 vor Boulogne-sur-Mer durch deutsche Flugzeuge versenkt. Das Wrack liegt in lediglich zwei Metern Tiefe auf der Position 50° 47′ 58″ N, 1° 35′ 44″ O. |
| Léopard  | At & Ch de St Nazaire Panhoet, Saint-Nazaire | 1. August 1923     | 20. September 1924 | 10. Oktober 1927 | Die Léopard wurde am 3. Juli 1940 in Portsmouth im Rahmen der Operation Grasp von der Royal Navy gekapert und am 31. August 1940 an die freifranzösische Marine übergeben. Das Kriegsschiff strandete am 27. Mai 1943 nördlich Bengasi. Das Wrack wurde am 19. Juni 1943 zerstört.                         |
| Lynx     | At & Ch de St Nazaire Panhoet, Saint-Nazaire | 14. Januar 1923    | 24. Februar 1925   | 10. Oktober 1927 | Die Lynx wurde nach dem deutschen Einmarsch in Südfrankreich (sogenannte Freie Zone) am 27. November 1942 gemeinsam mit den Resten der Vichy-französischen Marine selbstversenkt, um einen deutschen Zugriff zu verhindern. Das Wrack wurde am 22. Januar 1944 von den Deutschen gehoben und verschrottet. |
| Jaguar   | Arsenal de Lorient, Lorient                  | 22. August 1922    | 7. November 1923   | 24. Juli 1926    | Die Jaguar wurde am 23. Mai 1940 von den deutschen Torpedoschnellbooten S 21 und S 23 torpediert und versenkt. 13 Seeleute fanden den Tod, 23 wurden verwundet. Das Wrack liegt in acht Metern Tiefe auf Position 51° 3′ 26″ N, 2° 22′ 12″ O.                                                              |
| Panthère | Arsenal de Lorient, Lorient                  | 23. Dezember 1922  | 28. Oktober 1924   | 10. Oktober 1927 | Die Panthère wurde am 9. September 1943 in La Spezia im Dienst der Regia Marina selbstversenkt. |
| Tigre    | AC de Bretagne, Nantes                       | 15. September 1923 | 2. August 1924     | 1. Februar 1926  | Die Tigre wurde am 27. November in Toulon selbstversenkt. Die italienische Marine hob das Wrack und reparierte es. Nach der Kapitulation Italiens wurde der Zerstörer am 28. Oktober 1943 an die freifranzösische Marine übergeben. Die Tigre wurde am 4. Januar 1954 außer Dienst gestellt.               |